# Discografia delle Sister Sledge
La discografia delle Sister Sledge è composta da 10 album pubblicati tra il 1975 e il 2003, 12 raccolte e 38 singoli.

## Album

### Album in studio
| Circle of Love - Pubblicazione: 29 gennaio 1975 - Etichetta: Atco                        | —   | 56 | —  | — | —  | —  | —  | —  | —  |                                           |
| Together - Pubblicazione: 9 agosto 1977 - Etichetta: Cotillion                           | —   | —  | —  | — | —  | —  | —  | —  | —  |                                           |
| We Are Family - Pubblicazione: 22 gennaio 1979 - Etichetta: Cotillion                    | 3   | 1  | 37 | 4 | 20 | 33 | 45 | —  | 7  | - Stati Uniti: Platino - Regno Unito: Oro |
| Love Somebody Today - Pubblicazione: 16 marzo 1980 - Etichetta: Cotillion                | 31  | 7  | —  | — | —  | —  | —  | 23 | —  |                                           |
| All American Girls - Pubblicazione: 2 febbraio 1981 - Etichetta: Cotillion               | 42  | 13 | —  | — | —  | 31 | —  | 26 | —  |                                           |
| The Sisters - Pubblicazione: 18 gennaio 1982 - Etichetta: Cotillion                      | 69  | 17 | —  | — | —  | —  | —  | —  | —  |                                           |
| Bet Cha Say That to All the Girls - Pubblicazione: 18 aprile 1983 - Etichetta: Cotillion | 169 | 35 | —  | — | —  | —  | —  | —  | —  |                                           |
| When the Boys Meet the Girls - Pubblicazione: 7 giugno 1985 - Etichetta: Atlantic        | —   | 52 | —  | — | —  | —  | 34 | 46 | 19 | - Regno Unito: Argento                    |
| African Eyes - Pubblicazione: 3 febbraio 1998 - Etichetta: Finer Arts                    | —   | —  | —  | — | —  | —  | —  | —  | —  |                                           |
| Style - Pubblicazione: 2003 - Etichetta: Symphony & Sage                                 | —   | —  | —  | — | —  | —  | —  | —  | —  |                                           |
| "—" indica che l'album non si è classificato in quel Paese.                              |     |    |    |   |    |    |    |    |    |                                           |

### Raccolte
| Freak Out: The Greatest Hits of Chic and Sister Sledge - Pubblicazione: 1988 - Etichetta: Atlantic                 | —  | 72 |                        |
| And Now...Sledge...Again - Pubblicazione: 1992 - Etichetta: Arcade                                                 | 73 | —  |                        |
| The Best of Sister Sledge (1973–1985) - Pubblicazione: 1992 - Etichetta: Rhino                                     | —  | —  |                        |
| The Very Best of Sister Sledge 1973–93 - Pubblicazione: 1993 - Etichetta: Rhino                                    | —  | 19 | - Regno Unito: Argento |
| The Very Best of Chic & Sister Sledge - Pubblicazione: 27 settembre 1999 - Etichetta: WEA                          | —  | 22 |                        |
| The Essentials - Pubblicazione: 2002 - Etichetta: Rhino                                                            | —  | —  |                        |
| Good Times: The Very Best of the Hits & the Remixes (con gli Chic) - Pubblicazione: 2 agosto 2005 - Etichetta: WEA | —  | 16 |                        |
| The Definitive Groove Collection - Pubblicazione: 2006 - Etichetta: Rhino                                          | —  | —  |                        |
| Original Album Series - Pubblicazione: 2011 - Etichetta: Rhino                                                     | —  | —  |                        |
| We Are Family: The Essential - Pubblicazione: 2012 - Etichetta: Music Club                                         | —  | —  |                        |
| An Introduction to Sister Sledge - Pubblicazione: 2018 - Etichetta: Rhino                                          | —  | —  |                        |
| Thinking Of You: The Atco/Cotillon/Atlantic Recordings 1973-1985 - Pubblicazione: 2020 - Etichetta: Soulmusic      | —  | —  |                        |
| "—" indica che l'album non si è classificato in quel Paese.                                                        |    |    |                        |

## Singoli
| Anno                                                                          | Titolo                                         | Classifiche | Classifiche | Classifiche | Classifiche | Classifiche   | Classifiche | Classifiche | Classifiche | Classifiche | Classifiche | Classifiche | Classifiche | Certificazioni                            | Album di provenienza                   |
| Anno                                                                          | Titolo                                         | US          | US R&B      | US Dance    | AUS         | BEL (Fiandre) | CAN         | GER         | IRE         | ITA         | NL          | NZ          | UK          | Certificazioni                            | Album di provenienza                   |
| ----------------------------------------------------------------------------- | ---------------------------------------------- | ----------- | ----------- | ----------- | ----------- | ------------- | ----------- | ----------- | ----------- | ----------- | ----------- | ----------- | ----------- | ----------------------------------------- | -------------------------------------- |
| 1971                                                                          | Time Will Tell                                 | —           | —           | —           | —           | —             | —           | —           | —           | —           | —           | —           | —           |                                           | —                                      |
| 1973                                                                          | The Weatherman                                 | —           | —           | —           | —           | —             | —           | —           | —           | —           | —           | —           | —           |                                           | —                                      |
| 1973                                                                          | Mama Never Told Me                             | —           | —           | —           | —           | —             | —           | —           | —           | —           | —           | —           | 20          |                                           | —                                      |
| 1974                                                                          | Love Don't You Go Through No Changes on Me     | 92          | 31          | 5           | —           | —             | —           | —           | —           | —           | —           | —           | —           |                                           | Circle of Love                         |
| 1975                                                                          | Protect Our Love                               | —           | —           | 7           | —           | —             | —           | —           | —           | —           | —           | —           | —           |                                           | Circle of Love                         |
| 1975                                                                          | Pain Reliever                                  | —           | —           | 7           | —           | —             | —           | —           | —           | —           | —           | —           | —           |                                           | Circle of Love                         |
| 1975                                                                          | Circle of Love (Caught in the Middle)          | —           | —           | —           | —           | —             | —           | —           | —           | —           | —           | —           | —           |                                           | Circle of Love                         |
| 1975                                                                          | Love Has Found Me                              | —           | —           | —           | —           | —             | —           | —           | —           | —           | —           | —           | —           |                                           | —                                      |
| 1976                                                                          | Thank You for Today                            | —           | 78          | —           | —           | —             | —           | —           | —           | —           | —           | —           | —           |                                           | —                                      |
| 1977                                                                          | Cream of the Crop                              | —           | 100         | —           | —           | —             | —           | —           | —           | —           | —           | —           | —           |                                           | —                                      |
| 1977                                                                          | Blockbuster Boy                                | —           | 61          | —           | —           | —             | —           | —           | —           | —           | —           | —           | —           |                                           | Together                               |
| 1977                                                                          | Baby, It's the Rain                            | —           | —           | —           | —           | —             | —           | —           | —           | —           | —           | —           | —           |                                           | Together                               |
| 1978                                                                          | I've Seen Better Days                          | —           | —           | —           | —           | —             | —           | —           | —           | —           | —           | —           | —           |                                           | —                                      |
| 1979                                                                          | He's the Greatest Dancer                       | 9           | 1           | 1           | 22          | 20            | 6           | —           | 20          | —           | 18          | 17          | 6           | - Regno Unito: Argento                    | We Are Family                          |
| 1979                                                                          | We Are Family                                  | 2           | 1           | 1           | 19          | 20            | 1           | 26          | 20          | —           | 16          | 6           | 8           | - Stati Uniti: Oro - Regno Unito: Platino | We Are Family                          |
| 1979                                                                          | Lost in Music                                  |             | 35          | 1           | —           | 14            | —           | —           | 30          | —           | 12          | —           | 17          | - Regno Unito: Argento                    | We Are Family                          |
| 1979                                                                          | Got to Love Somebody                           | 64          | 6           | 34          | —           | 23            | —           | —           | —           | 24          | 31          | —           | 34          |                                           | Love Somebody Today                    |
| 1980                                                                          | Reach Your Peak                                | 101         | 21          | 34          | —           | —             | —           | —           | —           | —           | —           | —           | —           |                                           | Love Somebody Today                    |
| 1980                                                                          | Let's Go on Vacation                           | —           | 63          | —           | —           | —             | —           | —           | —           | —           | —           | —           | —           |                                           | Love Somebody Today                    |
| 1981                                                                          | All American Girls                             | 79          | 3           | 6           | —           | 6             | —           | 27          | —           | 34          | 8           | —           | 41          |                                           | All American Girls                     |
| 1981                                                                          | He's Just a Runaway                            | —           | 32          | 6           | —           | 9             | —           | —           | —           | —           | 9           | —           | —           |                                           | All American Girls                     |
| 1981                                                                          | Next Time You'll Know                          | 82          | 28          | —           | —           | —             | —           | —           | —           | —           | —           | —           | —           |                                           | All American Girls                     |
| 1982                                                                          | My Guy                                         | 23          | 14          | —           | 50          | 34            | —           | —           | —           | —           | —           | 5           | —           |                                           | The Sisters                            |
| 1982                                                                          | All the Man I Need                             | —           | 45          | —           | —           | —             | —           | —           | —           | —           | —           | —           | —           |                                           | The Sisters                            |
| 1983                                                                          | B.Y.O.B. (Bring Your Own Baby)                 | —           | 22          | —           | —           | —             | —           | —           | —           | —           | —           | —           | —           |                                           | Bet Cha Say That to All the Girls      |
| 1983                                                                          | Gotta Get Back to Love                         | —           | 56          | —           | —           | —             | —           | —           | —           | —           | —           | —           | —           |                                           | Bet Cha Say That to All the Girls      |
| 1984                                                                          | Thinking of You                                | —           | —           | —           | —           | —             | —           | —           | 20          | —           | —           | —           | 11          | - Regno Unito: Oro                        | We Are Family                          |
| 1984                                                                          | Lost in Music (1984 Remix by Nile Rodgers)     | —           | —           | —           | —           | 7             | —           | 18          | 6           | —           | 4           | —           | 4           |                                           | —                                      |
| 1984                                                                          | "We Are Family (1984 Remix by Bernard Edwards) | —           | —           | —           | —           | —             | —           | —           | 27          | —           | 25          | —           | 33          |                                           | —                                      |
| 1985                                                                          | Frankie                                        | 75          | 32          | —           | 10          | 4             | —           | 13          | 1           | —           | 10          | 3           | 1           | - Regno Unito: Oro                        | When the Boys Meet the Girls           |
| 1985                                                                          | Dancing on the Jagged Edge                     | —           | 71          | —           | —           | —             | —           | —           | 22          | —           | —           | —           | 50          |                                           | When the Boys Meet the Girls           |
| 1985                                                                          | You're Fine                                    | —           | —           | —           | —           | —             | —           | —           | —           | —           | —           | —           | —           |                                           | When the Boys Meet the Girls           |
| 1986                                                                          | When the Boys Meet the Girls                   | —           | —           | —           | —           | —             | —           | —           | —           | —           | —           | —           | 89          |                                           | When the Boys Meet the Girls           |
| 1986                                                                          | Here to Stay                                   | —           | —           | —           | —           | —             | —           | —           | —           | —           | —           | —           | 78          |                                           | Playing for Keeps                      |
| 1993                                                                          | We Are Family (Sure Is Pure Remix)             | —           | —           | —           | —           | —             | —           | —           | 6           | —           | —           | —           | 5           |                                           | The Very Best of Sister Sledge 1973–93 |
| 1993                                                                          | Lost in Music (Sure Is Pure Remix)             | —           | —           | —           | —           | —             | —           | —           | 10          | —           | —           | —           | 14          |                                           | The Very Best of Sister Sledge 1973–93 |
| 1993                                                                          | Thinking of You (RAMP Radio Mix)               | —           | —           | —           | 88          | —             | —           | —           | 21          | —           | —           | —           | 17          |                                           | —                                      |
| 2004                                                                          | We Are Family (re-release)                     | —           | —           | —           | —           | —             | —           | —           | —           | —           | —           | —           | 93          |                                           | —                                      |
| "—" indica una pubblicazione non classificata o non pubblicata in quel Paese. |                                                |             |             |             |             |               |             |             |             |             |             |             |             |                                           |                                        |